# Giovanni Banchero
Pour les articles homonymes, voir Banchero.
Giovanni Banchero est un ancien podestat de Bastia au XVIIe siècle. C'était un avocat de renom, historien et poète. 

### Profession
Avocat renommé, docteur en droit, Giovanni Banchero a été podestat de Bastia à deux reprises. 

## Œuvres
Banchero est un historien du XVIIe siècle. On lui doit des annales, un recueil de textes manuscrits en langue italienne, qui ont été publiées par l'abbé Letteron de la Société des Sciences historiques et naturelles de la Corse.
Dans son ouvrage nommé Annales de Banchero (BNF 34191503) , « le titre qui semble le mieux convenir au manuscrit de Banchero serait donc celui d'Annales ; c'est le titre que nous lui donnerons », l'auteur expose les faits qui ont eu lieu pendant une année, événements politiques, incidents locaux, nominations de magistrats ou d'évêques.
La chronique de Anton Pietro Filippini et les Annales de Banchero, permettent d'esquisser un tableau qui contraste singulièrement avec le spectacle des misères et des vengeances des Corses de l'intérieur.
Il était aussi un poète. Outre les Annales, il a composé plusieurs sonnets élégants qui se trouvent dans un manuscrit, le Boschetto Amoroso, à la louange de D. Maurizio Colonna.